# ريان ماكدونالد (لاعب كرة قدم أمريكية)
ريان ماكدونالد (بالإنجليزية: Ryan McDonald)‏ هو لاعب كرة قدم أمريكية أمريكي، ولد في 21 سبتمبر 1985.